# القطط السمان (مصطلح)

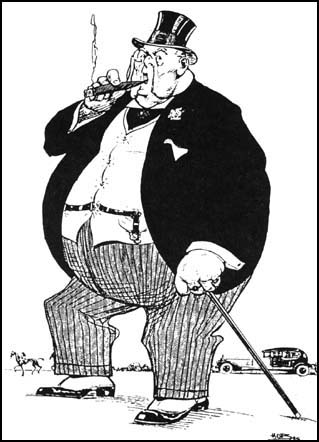
كاريكتير معبر عن تاجر مترف

القطط السمان مصطلح سياسي يصف الطبقة الغنية والمترفة والجشعة في المجتمع. وهو في الأصل مصطلح إنجليزي دخيل على اللغة العربية. من أوائل من استخدم هذا المصطلح كاتب في "نيويورك تايمز" فقد استخدم لفظة القطط السمان كرمز «لعمق الفساد المالي في حملات انتخابية لتجار مترفين».